# Pyramide à textes
Une pyramide à textes est une pyramide égyptienne de l'Ancien Empire, qui a la particularité de posséder une chambre funéraire entièrement couverte d'inscriptions à caractère religieux. Ces textes, que l'on retrouve pour la fois première à la pyramide d'Ounas, sont appelés textes des pyramides. Les successeurs d'Ounas suivront son exemple jusqu'à la VIIIe dynastie.

## Liste des pyramides à textes
- pyramide d'Ounas ;
- pyramide de Téti ;
- pyramide de Pépi Ier ;
- pyramide de Mérenrê Ier ;
- pyramide de Pépi II ;
- pyramide de Qakarê-Ibi.